# Stefano Uroš III Dečanski
Stefano Uroš III Dečanski Nemanjić, in serbo Стефан Урош III Дечански Немањић? (1285 circa – Zvečan, 11 novembre 1331), è stato un sovrano serbo.

## La giovinezza

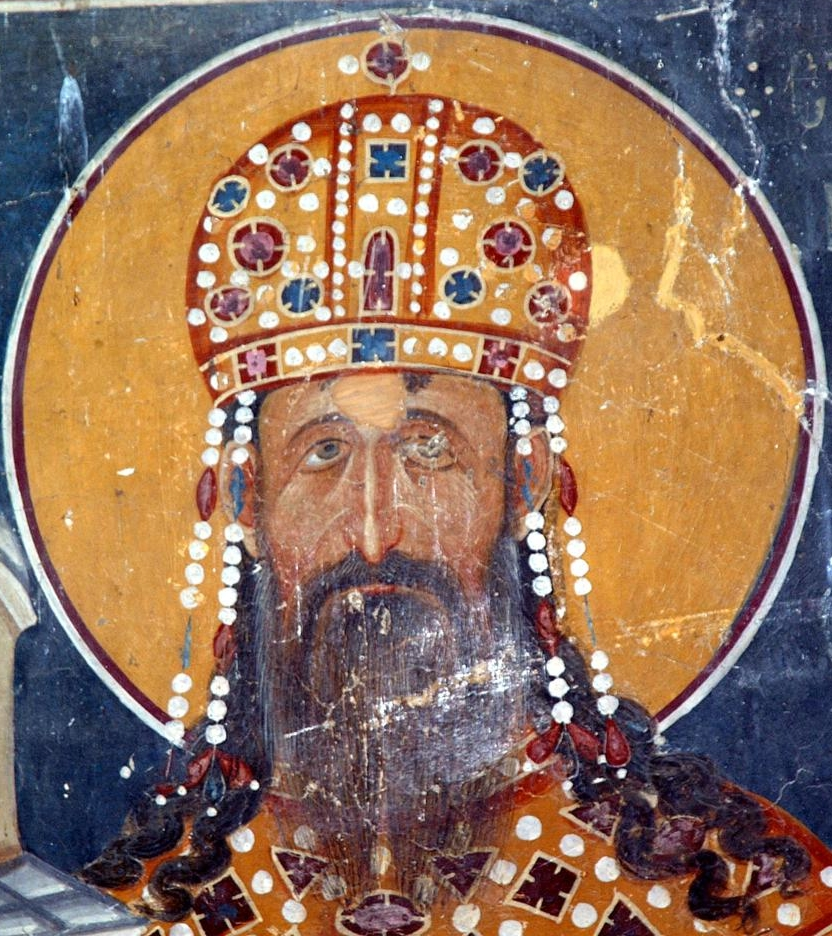
Stefano Uroš II Milutin

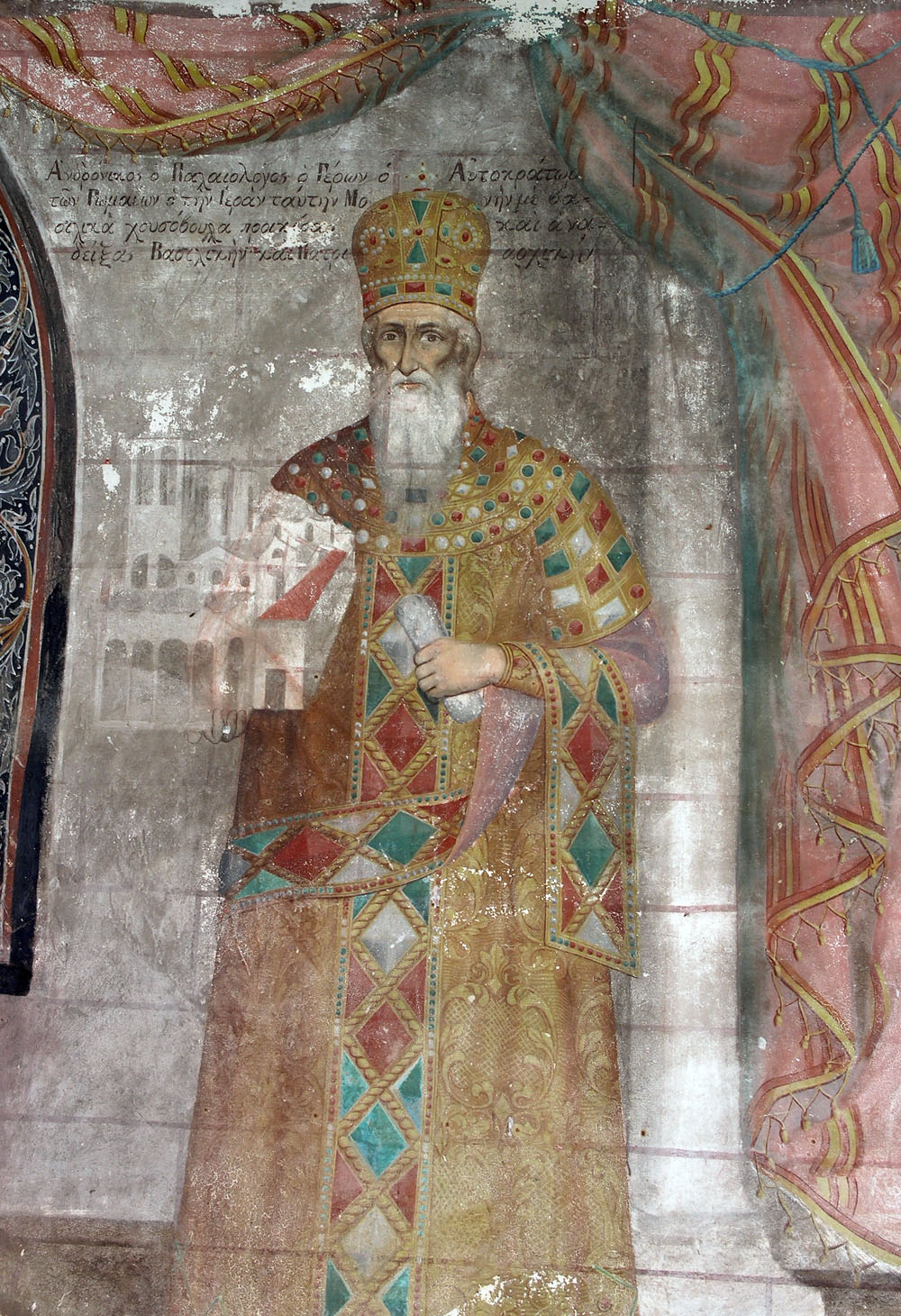
Andronico II

Figlio di Stefano Uroš II Milutin e della sua prima moglie Anna figlia dell'imperatore Giorgio I di Bulgaria, fu istruito per diventare re: studiò la lingua e la letteratura serbe, e fu educato secondo la fede cristiano ortodossa. Fu inviato da suo padre presso  Nogai Khan come osteggio dopo la sconfitta militare serba contro i Tartari. Alla corte del Khan entrò in amicizia con alcuni notabili che, morto il loro sovrano, lasciarono che il giovane Stefano tornasse in Patria sano e salvo.
Divenuto maggiorenne, gli fu data in moglie Teodora, la figlia del re bulgaro Smilec (Смилец): alla coppia furono affidate le terre di Zeta su cui avrebbero governato fino all'ascesa al trono. Morta la prima moglie di Milutin, il Re serbo, per fortificare la sua alleanza con l'Impero bizantino prese in moglie la figlia dell'imperatore Andronico II, Simonida. Costei complottò per far ereditare il trono al proprio figlio Costantino, convincendo Milutin che Stefano voleva impadronirsi del potere prima del tempo.

In effetti, Stefano temeva che, il padre, dopo essersi riconciliato col fratello Dragutin, lo avrebbe privato dalla successione in favore del figlio di Dragutin Vladislav che, molti anni prima, era stato designato erede al trono, e la cui successiva estromissione era stata motivo della lotta tra Milutin e Dragutin. Riunì, così, la nobiltà serba per difendere la propria causa.

## L'esilio e il ritorno
Milutin reagì molto duramente: nel 1314 prese l'esercito e si diresse nelle terre di Zeta, fece arrestare il principe e lo fece condurre a Skopje coi figli Dušan e Dušica, e lì fu accecato. Presso i Bizantini, un cieco non poteva diventare re, per questo gli fu inflitta una pena così atroce: in questo modo, si era certi che non avrebbe più creato problemi dinastici. La notte stessa dell'accecamento, la legenda narra che Stefano ebbe in sogno una visione di San Nicola che lo rassicurava dicendogli che aveva nelle proprie mani i suoi occhi. Da Skopje, fu trasferito a Costantinopoli, alla corte di Andronico II che ebbe pietà di lui e lo fece dimorare nel monastero del Pantokrator.

## Le lotte per la successione

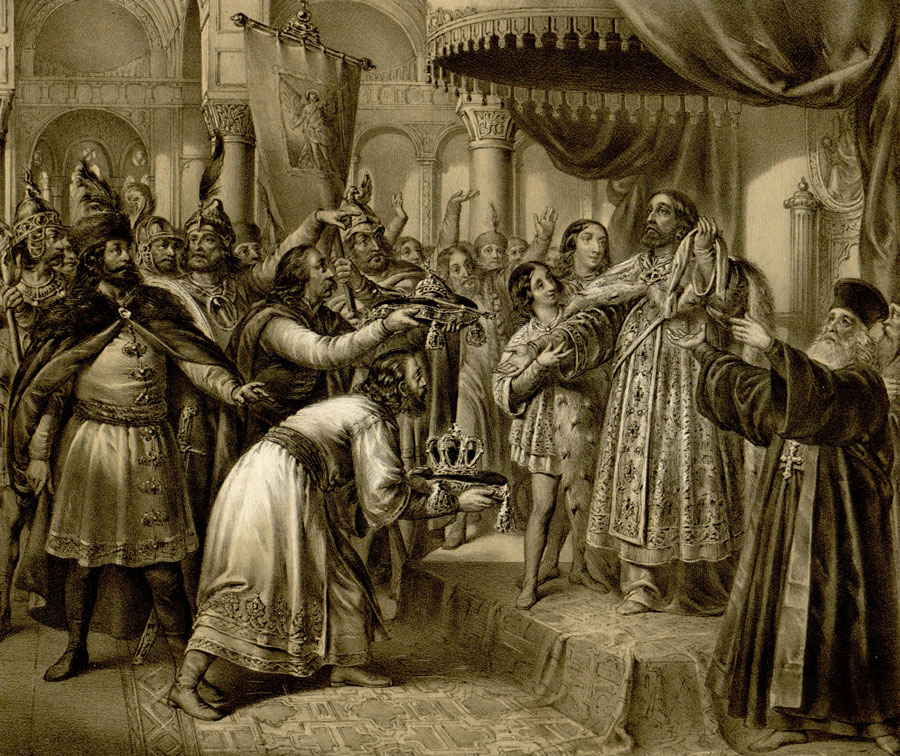
L'incoronazione di Stefano Dečanski

Trascorsi cinque anni, Milutin che riceveva costantemente notizie positive sul figlio, decise di farlo rientrare in Serbia. Nel frattempo, Vladislav era diventato signore di Sirmia e Costantino era erede al trono di Serbia, ma sia la nobiltà sia la chiesa ortodossa preferivano Stefano per la futura successione. Oltretutto, prima di lasciare Costantinopoli, Stefano aveva sognato nuovamente San Nicola che gli aveva ridonato la vista. Intervento miracoloso o pietà del carnefice, la cecità di Stefano era parziale, quindi non avrebbe costituito un intralcio per ottenere la corona.
Nel 1321 Milutin morì. Con il favore del popolo, dei notabili e della Chiesa serba, Stefano, il 6 gennaio 1322, fu incoronato re dall'arcivescovo Nikodim nella basilica di Peć, con il nome di Stefano Uroš III. Costantino attaccò con il suo esercito per farsi consegnare la corona, ma l'armata di Stefano lo vinse, ed egli stesso perse la vita.
Nel 1323, il nuovo re dichiarò guerra anche al cugino Vladislav per motivi legati allo sfruttamento di una miniera d'argento a Rudnik; la guerra durò fino al 1324 con la sconfitta di Vladislav che si rifugiò in Ungheria. Nella lotta intervennero contro Stefano l'Impero bulgaro che fu presto battuto e la città libera di Ragusa di Dalmazia che le armate serbe tennero in assedio fino al 1326, anno in cui fu siglata la tregua.

## Il regno

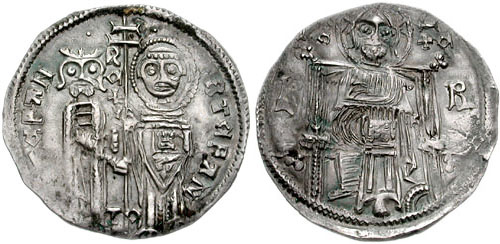
Monete coniate sotto Stefano Dečanski

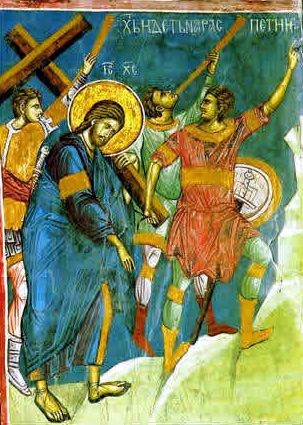
Un affresco nel Monastero di Dečani

A Costantinopoli era in corso una lotta per il trono tra l'imperatore Andronico II e suo nipote Andronico III. Nel 1327 Stefano decise di andare in soccorso di Andronico II. Andronico III, col supporto delle armate bulgare di Michele Asen III Šišman ebbe la meglio. Michele Asen aveva, a suo tempo, sposato la sorella di Stefano, Anna, ma divorziò da lei per prendere in moglie la sorella di Andronico III, Teodora Paleologhina. Questo secondo matrimonio cementò una forte alleanza tra la Bulgaria e l'Impero bizantino che decisero di muovere guerra contro la Serbia. Nel 1330 attaccarono, ma Stefano rispose con una potente armata composta da soldati veterani e da mercenari catalani e sassoni, oltre che con una truppa scelta di cavalleria guidata dal figlio del sovrano, Dušan. I Serbi nella battaglia di Velbužd ebbero la meglio, e lo stesso imperatore bulgaro morì sul campo. Questa vittoria fu l'inizio della dominazione serba nei Balcani, dominazione che terminerà con la tremenda sconfitta nella Battaglia di Kosovo Polje. Per eliminare del tutto la minaccia bulgara, Stefano mise sul trono di Bulgaria Ivan Stefan, il figlio di sua sorella Anna, e conquistò alcuni villaggi bizantini di confine.
Per ringraziare Dio per le vittorie ottenute, decise di erigere un monastero poco distante dalla città di Peć, sede dell'Arcivescovado di Serbia. Così nel 1327 pose la prima pietra del Monastero di Dečani, l'opera architettonica più importante del suo regno. La spettacolarità della costruzione fu tale che da allora è ricordato con il nome di Stefano di  Dečani, o Dečanski in serbo. Oltre a questo, fece costruire e abbellire chiese a Gerusalemme, sul Monte Athos, ad Alessandria e a Costantinopoli, e regalò alla Basilica di San Nicola a Bari un altare d'argento e alcune icone, in ricordo delle grazie che dal Santo aveva ricevuto. Fece anche numerose elargizioni alle organizzazioni religiose che si occupavano di aiuto ai poveri.

## La detronizzazione
Suo figlio Dušan aveva seguito Dečanski nel suo esilio a Costantinopoli, e, tornato in Serbia, si era particolarmente distinto in battaglia nella guerra contro la Bulgaria e Bisanzio. Le sue vittorie gli avevano valso la stima del padre e quella della nobiltà. Dečanski, però, alla morte della prima moglie Teodora, aveva sposato, nel 1324, una cugina della matrigna Simonide, Maria Paleologa, da cui aveva avuto un figlio, Siniša. Temendo che re Stefano lo avrebbe estromesso dal trono per lasciare la corona al fratellastro, Dušan, con il parere favorevole all'Assemblea dei notabili, marciò contro il padre, asserragliato nel palazzo-fortezza di Nerodimlje, e riuscì a catturarlo. Lo fece prigioniero nella città di Zvečan, e l'11 novembre 1331 Stefano Dečanski morì, probabilmente strangolato per ordine stesso del figlio. Il suo corpo fu sepolto l'anno successivo nel Monastero di Dečani.

## Culto
A causa della sua morte violenta, la Chiesa ortodossa serba lo venera come santo.

## Ascendenza
|                                |   |                           | Genitori              |  |  | Nonni |  |  | Bisnonni            |  |  | Trisnonni       |  |
|                                |   |                           |                       |  |  |       |  |  | Stefano Prvovenčani |  |  | Stefano Nemanja |  |
|                                |   |                           |                       |  |  |       |  |  | Stefano Prvovenčani |  |  | Stefano Nemanja |  |
|                                |   | Anna di Serbia            |                       |  |  |       |  |  | Stefano Prvovenčani |  |  |                 |  |
| Stefano Uroš I                 |   |                           |                       |  |  |       |  |  | Stefano Prvovenčani |  |  |                 |  |
|                                |   | Anna Dandola              | Raniero Dandolo       |  |  |       |  |  |                     |  |  |                 |  |
|                                |   | Anna Dandola              | Raniero Dandolo       |  |  |       |  |  |                     |  |  |                 |  |
|                                |   | Anna Dandola              | …                     |  |  |       |  |  |                     |  |  |                 |  |
| Stefano Uroš II Milutin        |   | Anna Dandola              |                       |  |  |       |  |  |                     |  |  |                 |  |
|                                |   | Giovanni Angelo di Srem   | Isacco II Angelo      |  |  |       |  |  |                     |  |  |                 |  |
|                                |   | Giovanni Angelo di Srem   | Isacco II Angelo      |  |  |       |  |  |                     |  |  |                 |  |
|                                |   | Giovanni Angelo di Srem   | Margherita d'Ungheria |  |  |       |  |  |                     |  |  |                 |  |
| Elena d'Angiò                  |   | Giovanni Angelo di Srem   |                       |  |  |       |  |  |                     |  |  |                 |  |
|                                |   | Matilda di Courtenay      | Enrico I di Vianden   |  |  |       |  |  |                     |  |  |                 |  |
|                                |   | Matilda di Courtenay      | Enrico I di Vianden   |  |  |       |  |  |                     |  |  |                 |  |
|                                |   | Matilda di Courtenay      | Margherita di Namur   |  |  |       |  |  |                     |  |  |                 |  |
| Stefano Uroš III Dečanski      |   | Matilda di Courtenay      |                       |  |  |       |  |  |                     |  |  |                 |  |
|                                | … | …                         |                       |  |  |       |  |  |                     |  |  |                 |  |
|                                | … | …                         |                       |  |  |       |  |  |                     |  |  |                 |  |
|                                | … | …                         |                       |  |  |       |  |  |                     |  |  |                 |  |
| Giorgio I di Bulgaria          | … |                           |                       |  |  |       |  |  |                     |  |  |                 |  |
|                                |   | …                         | …                     |  |  |       |  |  |                     |  |  |                 |  |
|                                |   | …                         | …                     |  |  |       |  |  |                     |  |  |                 |  |
|                                |   | …                         | …                     |  |  |       |  |  |                     |  |  |                 |  |
| Ana Terter                     |   | …                         |                       |  |  |       |  |  |                     |  |  |                 |  |
|                                |   | Mico Asen di Bulgaria     | …                     |  |  |       |  |  |                     |  |  |                 |  |
|                                |   | Mico Asen di Bulgaria     | …                     |  |  |       |  |  |                     |  |  |                 |  |
|                                |   | Mico Asen di Bulgaria     | …                     |  |  |       |  |  |                     |  |  |                 |  |
| Kira Maria Asenina di Bulgaria |   | Mico Asen di Bulgaria     |                       |  |  |       |  |  |                     |  |  |                 |  |
|                                |   | Maria Asenina di Bulgaria | Ivan Asen II          |  |  |       |  |  |                     |  |  |                 |  |
|                                |   | Maria Asenina di Bulgaria | Ivan Asen II          |  |  |       |  |  |                     |  |  |                 |  |
|                                |   | Maria Asenina di Bulgaria | Irene Comneno Ducas   |  |  |       |  |  |                     |  |  |                 |  |
|                                |   | Maria Asenina di Bulgaria |                       |  |  |       |  |  |                     |  |  |                 |  |